# جورج دبليو. وولف
جورج دبليو. وولف (بالإنجليزية: George W. Wolff) هو سياسي أمريكي، ولد في 1848. حزبياً، نشط في الحزب الجمهوري. وقد انتخب عضو جمعية ولاية ويسكونسن وانتخب عضو مجلس ولاية ويسكونسن.